# Nils C. Bandelow
Nils C. Bandelow (* 2. Dezember 1968 in Bochum) ist ein deutscher Politikwissenschaftler. Er ist der Sohn des deutschen Mathematikers Christoph Bandelow.

## Leben und Wirken
Nach dem Abitur 1987 am Albert-Einstein-Gymnasium in Bochum und anschließendem Zivildienst studierte Bandelow an der Ruhr-Universität Bochum Politikwissenschaft und Biologie. Nach erfolgreichem Abschluss folgten Promotion (1998) und Habilitation (2003). Bandelow arbeitete in dieser Zeit am Lehrstuhl für vergleichende Regierungslehre und Politikfeldanalyse von Ulrich Widmaier.
2003/2004 hatte er eine Lehrstuhl-Vertretung an der Heinrich-Heine-Universität Düsseldorf, seit 2007 hat er einen Lehrstuhl für Innenpolitik der TU Braunschweig inne.
Bandelow forscht u. a. zum Regieren in der Europäischen Union und vergleicht Gesundheitspolitiken (Vergleichende Politikwissenschaft). Er ist Mitherausgeber der Fachzeitschrift European Policy Analysis (EPA) (Policy Studies Organization).
2024 wurde er in den Expertenrat Gesundheit und Resilienz berufen.